# Marruecos en los Juegos Olímpicos de la Juventud 2018
Marruecos compitió en los Juegos Olímpicos de la Juventud 2018 en Buenos Aires, Argentina, celebrados entre el 6 y el 18 de octubre de 2018. La delegación logró una medalla dorada, cinco de plata y una de bronce en las justas deportivas.

## Medallero
| Medalla       | Oro | Plata | Bronce | Total |
| ------------- | --- | ----- | ------ | ----- |
| Total oficial | 1   | 5     | 1      | 7     |

## Karate
Marruecos clasificó a dos atletas en esta disciplina deportiva.
- -68 kg masculino - Yassine Sekouri
- +68 kg masculino - Nabil Ech-Chaabi

## Taekwondo
Marruecos clasificó a dos atletas en esta disciplina.
- -55 kg femenino - Safia Salih
- +63 kg femenino - Fatima-Ezzahra Aboufaras

## Vela
Marruecos clasificó un bote en esta categoría.
- Masculino IKA Twin - 1 bote

## Lucha
Marruecos clasificó a una luchadora por su desempeño en el Campeonato Africano de 2018.
- -49kg libre femenino - 1 plaza